# Narcissus × chevassutii
Narcissus × chevassutii là một loài thực vật có hoa lai ghép trong họ Amaryllidaceae. Loài này được Fern.Casas mô tả khoa học đầu tiên năm 2007.